# Gunung Condong
Gunung Condong is een bestuurslaag in het regentschap Purworejo van de provincie Midden-Java, Indonesië. Gunung Condong telt 1458 inwoners (volkstelling 2010).